# Segni mobili
I segni mobili sono i segni dello zodiaco situati alla fine di ciascuna stagione.

Grafico zodiacale, con i segni mobili indicati in blu.

## Rapporto con le stagioni
L'ingresso del Sole nei segni mobili avviene sul finire delle quattro stagioni:
- Gemelli (21 maggio - 21 giugno[2]): segno d'aria[1], è collocato al termine della primavera.[3]
- Vergine (23 agosto - 22 settembre[4]): segno di terra[1], è collocato al termine dell'estate.[5]
- Sagittario (23 novembre - 21 dicembre[6]): segno di fuoco[1], è collocato al termine dell'autunno.[7]
- Pesci (20 febbraio - 20 marzo[8]): segno d'acqua[1], è collocato al termine dell'inverno.[9]

Essendo situati alla conclusione delle stagioni, tali segni vengono anche definiti mutevoli o bicorporei, trovandosi a cavallo di due stagioni.

## Qualità
Al segno mobile sono associate qualità di cambiamento e di determinazione nel portare a compimento i progetti.

## Posizione nelle case
I segni di Gemelli, Vergine, Sagittario e Pesci corrispondono rispettivamente alla terza, sesta, nona e dodicesima Casa: tali case sono dette "cadenti".
I Gemelli risultano opposti al Sagittario, così come la Vergine è opposta ai Pesci.